# 克拉克里奇 (阿肯色州)
克拉克里奇（英語：Clarkridge）是位於美國阿肯色州巴克斯特縣的一個非建制地區。該地的面積和人口皆未知。

## 地理
克拉克里奇的座標為36°28′40″N 92°21′05″W / 36.47778°N 92.35139°W，而該地的平均海拔高度為265米（即869英尺）。